# Renova oscari
 Renova oscari  és un peix de la família dels rivúlids i de l'ordre dels ciprinodontiformes present a Veneçuela.
Els mascles poden assolir els 4,7 cm de longitud total. És l'única espècie del seu gènere, Renova.